# Charles Mills (historien)
Pour les articles homonymes, voir Charles Mills et Mills.
Charles Mills est un historien anglais né à Croom’s-Hill, près de Greenwich, en 1788 et mort en 1825. 

## Biographie
Son père, médecin de la reine Caroline, lui fait donner une bonne éducation et le destine à la carrière du barreau. À l'étude du droit le jeune homme joint celle de la théologie, du théâtre, de la littérature, des grands orateurs, acquiert une grande variété de connaissances, devient avocat en 1809, mais, tout en exerçant cette profession, continue de se livrer à ses goûts littéraires, et publie sous anonymat des articles dans divers recueils. Dans l’espoir de raffermir sa santé ébranlée, il part en 1814 pour le midi de la France, d’où il se rend an Italie. De retour en Angleterre, il se livre à des travaux excessifs et meurt à trente-huit ans d’une tuberculose. 

## Œuvres
On lui doit, plusieurs ouvrages historiques estimés : 
- Histoire du mahométisme (Londres, 1812, in-8°), traduit en français (1815, in-8°) ;
- Histoire des croisades (Londres, 1820, 2 vol. in-8°), son ouvrage capital, traduit en français (1825-1835, 3 vol. in-8°) ;
- les Voyages de Théodore Lucas dans diverses contrées de l’Europe (Londres, 1822, 2 vol.) ;
- Histoire de la chevalerie (1825, 2 vol. in-8°), etc.

## Source
« Charles Mills (historien) », dans Pierre Larousse, Grand dictionnaire universel du XIXe siècle, Paris, Administration du grand dictionnaire universel, 15 vol., 1863-1890 [détail des éditions].